# Sugilite

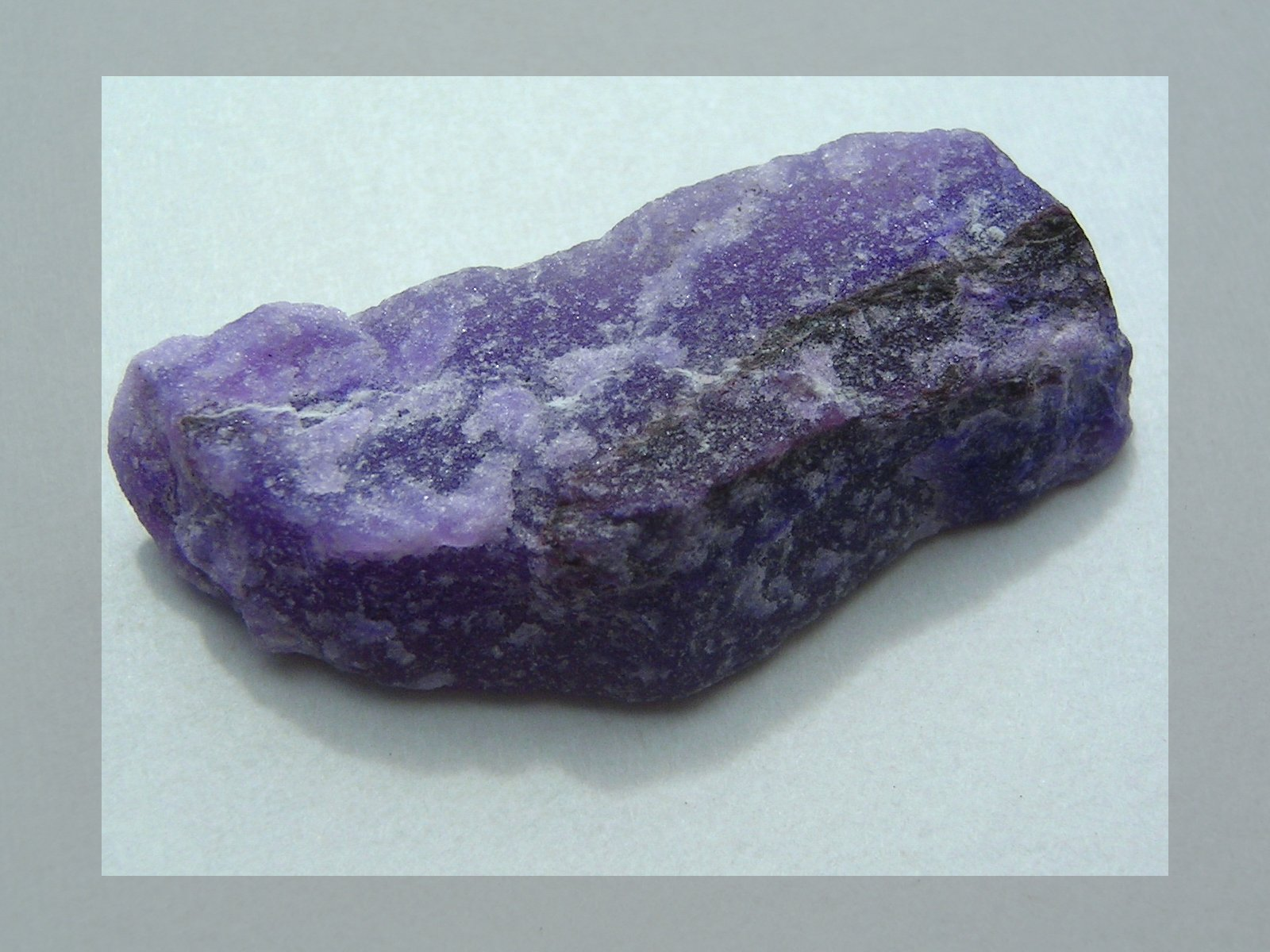
Sugilite

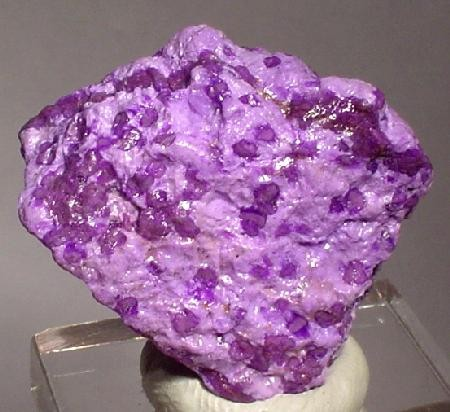
Sugilite da África do Sul

Sugilite, ou sugilita, também conhecido como luvulite, é um mineral pouco conhecido, descrito pela primeira vez pelo geólogo japonês Ken'ichi Sugi (1901-1948), no ano de 1944, tendo sido encontrado dois anos antes na ilha de Iwagi, no Japão. Apesar de pouco conhecido, vem popularizando-se no mercado da joalheria sendo utilizada como pedra semi-preciosa ou ornamental.[carece de fontes?]

## Estrutura química

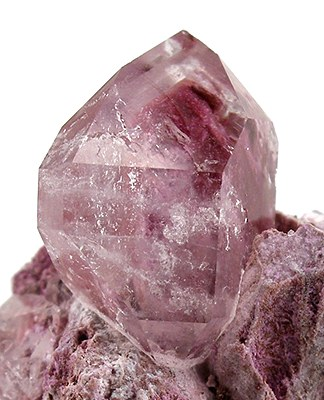
Quartzo de Sugilite

A estrutura de sugilita é KNa2(Fe, Mn, Al)2Li3Si12O30.. Sua estrutura molecular é a de um ciclosilicato com seis ligações duplas em seus anéis membros. Os osumilites, grupo no qual ele se encaixa, são todos ciclosilicatos muito complexos. Em adição aos elementos da sua fórmula, geralmente realizados como impurezas: alumínio, manganês, zircónio, titânio e água.

## Ocorrência
Ela aparece em rochas ígneas alcalinas e metamorfoseados laminados depósitos de manganês. Verificou-se em sienito contendo egirina em granito com biotite. Geralmente é encontrada associada com outros minerais, como albite, egirina, pectolite, titanita, allanite, andradita, zircão ou apatita.